# Scoposcartula oculata
Scoposcartula oculata är en insektsart som beskrevs av Victor Antoine Signoret 1853. Scoposcartula oculata ingår i släktet Scoposcartula och familjen dvärgstritar. Inga underarter finns listade i Catalogue of Life.